# Po naszymu, czyli po śląsku
Po naszymu, czyli po śląsku – konkurs etnolektu śląskiego organizowany corocznie od 1993, w którym uczestnicy ubiegają się o tytuł „Ślązaka Roku”. Pomysłodawczynią imprezy jest Maria Pańczyk – dziennikarka Polskiego Radia w Katowicach, Wicemarszałek Senatu RP w latach 2011–2015. Przebieg konkursu polega na przedstawieniu pięciominutowego monologu w śląszczyźnie na temat dowolny. W konkursie nie ma ograniczeń wiekowych.
Jurorami są Dorota Simonides, Jerzy Szymik oraz przewodniczący jury Jan Miodek. Patronat nad konkursem obejmuje Radio Katowice oraz Dziennik Zachodni.

## Laureaci konkursu
- 1993 – Monika Organiściok
- 1994 – Henryk Konsek
- 1995 – Dorota Sojka
- 1996 – Aniela Langer
- 1997 – Gabriela Dworakowska
- 1998 – Krzysztof Zaremba
- 2000 – Maria Duńska
- 2001 – Betina Zimończyk
- 2003 – Tadeusz Filipczyk
- 2004 – Edyta Koj
- 2005 – Kazimierz Czokajło
- 2006 – Leszek Jęczmyk
- 2007 – Norbert Klosa
- 2008 – Ludwik Wróbel
- 2009 – Otylia Trojanowska[1]
- 2010 – Janusz Macoszek[2]
- 2011 – Edyta Koj ex aequo z Łucją Dusek
- 2012 – Jerzy Kiolbasa[3]
- 2013 – Ewelina Sokół-Galwas[4]
- 2014 – Jan Szczęsny[5]
- 2015 – Józef Jendruś[6]
- 2016 – Teresa Szymońska[7]
- 2017 – Teresa Urbańczyk[8]
- 2018 – Edyta Kowalska[9]
- 2019 – Jerzy Kiolbasa[10]

## Młodzieżowy Ślązak Roku
- 1998 – Sandra Grochla
- 1999 – Tomasz Koj
- 2000 – Patrycja Weideman
- 2001 – Hanna Kołek
- 2003 – Klaudia Drzyzga
- 2004 – Justyna Nikodem
- 2005 – Dominika Drob
- 2006 – Maria Galwas
- 2007 – Robert Poloczek
- 2008 – Szymon Wróbel
- 2009 – Damian Wojnar[1]
- 2010 – Dominika Graboś[2]
- 2013 – Aleksandra Swoboda[4]
- 2014 – Patrycja Arczewska[5]
- 2016 – Julia Kobiór[7]
- 2017 – Katarzyna Langer[8]
- 2018 – Paulina Herzog[9]

## Honorowy Ślązak Roku
- 1995 – Adolf Dygacz
- 1996 – Franciszek Pieczka
- 1997 – Alfons Nossol
- 1998 – Gerard Cieślik
- 1999 – Wojciech Kilar
- 2000 – Franciszek Kokot
- 2001 – Julian Gembalski
- 2002 – Jan Miodek
- 2003 – Damian Zimoń
- 2004 – Maria Pańczyk-Pozdziej
- 2005 – Józef Skrzek
- 2006 – Alojzy Lysko
- 2007 – ks. Franciszek Kurzaj
- 2008 – Jan Olbrycht
- 2009 – Dorota Simonides[1]
- 2010 – Marian Zembala
- 2011 – Jerzy Buzek
- 2012 – Józef Musioł
- 2013 – Karol Daniel Kadłubiec[4]
- 2014 – Piotr Uszok[5]
- 2015 – Zespół Pieśni i Tańca „Śląsk”
- 2016 – Tadeusz Kijonka[7]
- 2017 – Stowarzyszenie Miłośników Ziemi Tarnogórskiej[8]
- 2018 – Małgorzata Mańka-Szulik[9]
- 2019 – Antoni Piechniczek[10]